# أغنيس سيبيل ثورنديكي
أغنيس سيبيل ثورنديكي (بالإنجليزية: Sybil Thorndike)‏ (24 أكتوبر 1882 - 9 يونيو 1976) الحاصلة على رتبة الإمبراطوريّة البريطانيّة ووسام رفقاء الشرف: هي ممثلة إنجليزية قدمت مسرحيات شكسبير دوليًّا، وكثيرًا ما ظهرت مع زوجها لويس كاسون. كتب برنارد شو مسرحية القديسة جوان خصيصًا لها، وبرزت فيها بنجاح كبير. مُنحت رتبة الإمبراطورية البريطانية عام 1931 ، ووسام رفقاء الشرف الشرف عام 1970.

## نشأتها
ولدت ثورنديكي في غينزبورو، لينكولنشاير، وهي الكبرى بين الأبناء الأربعة لأغنيس ماكدونالد، ابنة مهندس السفن جون بوارز، والقس آرثر جون وبستر ثورنديكي (1853-1917). في سن الثانية من عمرها، عُيّن والدها كاهنًا لكاتدرائية روتشتر. تلقّت تعليمها في مدرسة روتشستر الثانوية للبنات، وتدرّبت في البداية على عزف البيانو، حيث زارت لندن أسبوعيًّا للحصول على دروس في الموسيقى في مدرسة غيلدهول للموسيقى والدراما.
أعيدت تسمية بيت طفولتها في روتشستر على اسمها. قدّمت أول عرض عام لها بصفتها عازفة بيانو في عمر الحادية عشر، لكنها اضطرت عام 1899 أن تتخلى عن العزف بسبب معاناة يديها من التشنّج عند قيامها بذلك. بتشجيع من شقيقها، المؤلف راسل ثورنديكي، تدربت بعد ذلك على التمثيل على يد معلّمتها إلسي فوجيرتي في المدرسة الملكية للدراما التي كانت تتمركز آنذاك في قاعة ألبرت الملكية في لندن.

## مسيرتها
في عمر 21 عامًا، عُرض عليها أول عقد مهني: جولة في الولايات المتحدة مع شركة المخرج بن جريت. قدمت أول ظهور لها في مسرحية جريت عام 1904 بعنوان «زوجات وندسور المرحات» لشكسبير. قامت بجولة في الولايات المتحدة لأداء مسرحيات شكسبير مدة أربع سنوات لعبت ضمنها نحو 112 دورًا.
عام 1908، شاهدها الكاتب المسرحي جورج برنارد شو عندما مثّلت الدور الرئيس في مسرحية كانديدا في جولة أشرف عليها شو بنفسه. هناك التقت أيضًا بزوجها المستقبلي، لويس كاسون، وتزوّجا في ديسمبر 1908 وأنجبا أربعة أطفال، هم: جون (1909-1999)، كريستوفر (1912-1996)، ماري (1914-2009)، آن (1915-1990)، وقد بقيت على قيد الحياة وعاشرت أطفالها الأربعة وأحفادها وأبناء أحفادها قبل وفاتها.
انضمت إلى شركة آني هورنيمان في مانشستر (1908-1909 و1911-1913)، ثم ذهبت إلى برودواي عام 1910، وانضمت إلى شركة «أولد فيك» في لندن (1914-1918) ولعبت أدوار البطولة في مسرحيات شكسبير ومسرحيات كلاسيكية أُخرى. بعد الحرب العالمية الأولى، لعبت دور هكوبا في مسرحية يوريبيدس بعنوان «نساء طروادة» (بالإنجليزية: The Trojan Women) (1919-1920)، ثم في الفترة من 1920 إلى 1922 قامت ثورنديكي وزوجها بدور البطولة في النسخة البريطانية من مسرحية «جراند غينيول» الفرنسية التي أخرجها خوسيه ليفي. كانت عضوًا في الرابطة الدولية لأخوات المحبة وعضوًا مؤسسًا لنادي لندن سي آي الذي مُنح حقوقه القانونية عام 1923.

## حياتها الشخصية
عام 1908، تزوجت ثورنديكي من لويس كاسون، واستمر زواجهما حتى وفاته عام 1969. أنجب الزوجان أربعة أطفال، هم: جون (ولد عام 1909)، وكريستوفر (ولد عام 1912)، وماري (ولدت عام 1914)، وآن (ولدت عام 1915).
توفيت في شقتها في لندن في 9 يونيو 1976، ودُفن رمادها في دير وستمنستر.
أفلامها
ظهرت لأول مرة في فيلم «موث آن رست» (1921)، وظهرت أيضًا في أفلام صامتة عديدة في العام التالي، منها أفلام «الحرف القرمزي» و«تاجر البندقية» و«ماكبث».
تقديرها
سُميّ الطريق الجنوبي المزدوج إيه 361 (A361) الذي أنشأه مجلس مقاطعة ليندسي في مسقط رأسها في غينزبورو اسم طريق ثورنديكي، وذلك عندما افتتح في مارس عام 1974.
في روتشستر، يحتل مركز سيبيل ثورنديكي الصحي جُزءًا من مساحة الموقع السابق لمدرسة روتشستر الثانوية للبنات التي ارتادتها عندما كانت طالبة ثانوية.

## وصلات خارجية
- أغنيس سيبيل ثورنديكي على موقع IMDb (الإنجليزية)
- أغنيس سيبيل ثورنديكي على موقع الموسوعة البريطانية (الإنجليزية)
- أغنيس سيبيل ثورنديكي على موقع مونزينجر (الألمانية)
- أغنيس سيبيل ثورنديكي على موقع ألو سيني (الفرنسية)
- أغنيس سيبيل ثورنديكي على موقع أول موفي (الإنجليزية)
- أغنيس سيبيل ثورنديكي على موقع قاعدة بيانات برودواي على الإنترنت (الإنجليزية)
- أغنيس سيبيل ثورنديكي على موقع قاعدة بيانات الأفلام السويدية (السويدية)
- أغنيس سيبيل ثورنديكي على موقع إن إن دي بي (الإنجليزية)
- أغنيس سيبيل ثورنديكي على موقع قاعدة بيانات الفيلم (الإنجليزية)
- أغنيس سيبيل ثورنديكي على موقع كينوبويسك (الروسية)